# کارمن مک‌ری
کارمن مک‌ری (انگلیسی: Carmen McRae؛ ۸ آوریل ۱۹۲۲ – ۱۰ نوامبر ۱۹۹۴) یک موسیقی‌دان اهل ایالات متحده آمریکا بود.